# 恋の歌謡日
「恋の歌謡日」（こいのかようび）は、ゆず通算13枚目のシングル及び初のビデオシングル。2002年2月20日にセーニャ・アンド・カンパニーから発売された。

## 概要
前作「アゲイン2」と2週連続発売となった。
ライブで流されたドラマやPVを収録したDVD,VHSが発売になっている。
最大の話題は、北川悠仁が女性の姿（北見川潤子という名前）で登場するミュージック・ビデオである。なお、岩沢厚治はその恋人でバックバンド・マスターを演じた（役名はムーチョ小岩沢）。
北川自身の失恋の体験を女性の気持ちで作った曲、とラジオ等では紹介されていた。
日本テレビ系『速報!歌の大辞テン』にランクインした際、「撮影の合間に女性姿で立っていたら、通りすがりの男性にナンパされた」という裏話が司会者から紹介された。
初めてオリコン年間シングルランキングでTOP50入りを果たした作品である。
ライブ「ゆず体育館ツアー 2002 ユズモラス特別篇」では、「歌謡ドラマ "恋の歌謡日" 完結篇」が生で披露された。これ以降、「北見川潤子」「ムーチョ小岩沢」に扮した姿で歌われることはないが、ごくごく稀に、飾らぬ普段のステージ衣装のままで歌われることがある（2004年11月3日、横浜アリーナ公演など）。
ライブ「YUZU STADIUM 2005 GO HOME」でも「北見川潤子」「ムーチョ小岩沢」として登場。ただしステージで歌うことはなく、VTR出演で（本人曰く、本来なら会場に駆けつける予定だったがマネージャーの手違いで行けなくなってしまった）、観客がどれだけゆずのことを知っているかを試す「潤子とムーチョの恋の歌謡日クイズ」を行った。
2014年のYUZU ARENA TOUR 2014 「新世界」ではドラマから10年が経過したという設定（実際は12年）で潤子とムーチョが復活。「夜霧の伊勢佐木町〜愛の真世界編〜」のPVにも登場した。
本来はアルバム「トビラ」に収録される予定で、雑誌のインタビュアーに配られたテープにはこの曲の原型が収録されていたが、結局収録は見送られ、シングルリリース後もカップリング曲も含めた今作の収録曲は長らくどのアルバムにも一切収録されていない状態が続いた。これは自身のシングル作品で唯一のものであったが、シングル発売から15年後の2017年に発売されたオールタイム・ベストアルバム『ゆずイロハ』で初めて公式に収録された。
ちなみに、「ムーチョ小岩沢」の本名は「小岩沢要」である。

## 収録曲

### CDシングル
1. 恋の歌謡日　（4:18）
  - 作詞・作曲: 北川悠仁
  - 多くのバージョン違いがラジオなどで企画され（そして没にされた）、そのうち一つのfeat.ユースケ・サンタマリアバージョンは『やまだひさしのラジアンリミテッド』でたった一度だけフルOAされた。これは、かつて3人によるセルフパロディバンド「ゆーずけ」を組んだのが縁。
2. かえるのご帰宅　（2:11）
  - 作詞・作曲: 岩沢厚治
3. 昨日の俺は俺にあらず　（3:34）
  - 作詞・作曲: 北川悠仁

### ビデオシングル
1. ドラマ「第一話～つれづれ草～」
2. 「恋の歌謡日」PV
3. ドラマ次週予告
4. ドラマ「最終回～さらば愛しき人～」
5. エンドロール

## 演奏
- 北川悠仁：Vocal, Acoustic Guitar, Tambourine
- 岩沢厚治：Vocal, Acoustic Guitar, Harp
- 寺岡呼人：Electric Guitar (#1.3), Computer Programming
- 吉田直正：Electric Guitar (#3)
- 宮田繁男：Drums (#1)
- 藤崎高寛：Drums (#3)
- 美久月千晴：Bass (#1)
- 石部道生：Bass (#3)
- 中西康晴：Keyboards (#1.2)
- 柘植浩文：Keyboards (#3)
- 向笠高章：Computer Programming

## 収録作品
- 恋の歌謡日
  - YUZU 20th Anniversary ALL TIME BEST ALBUM ゆずイロハ 1997-2017
- かえるのご帰宅
※アルバム未収録
- 昨日の俺は俺にあらず
※アルバム未収録

## 関連人物
- 寺岡呼人